# Historia económica de Japón
La historia económica de Japón ha sido ampliamente estudiada luego del espectacular crecimiento económico y social en la década de 1800 después de la Restauración Meiji, cuando se convirtió en la primera potencia no europea, y posteriormente luego de la recuperación después de la Segunda Guerra Mundial, cuando Japón logró convertirse en la tercera mayor economía detrás de la de Estados Unidos y de China. Los investigadores han evaluado la situación económica de la nación durante la Guerra Fría, con exportaciones que van tanto a los EE.UU. como a la Unión Soviética, y han generado interés en la situación del período posterior a la Guerra Fría, la llamada Década perdida.

## Los primeros contactos con Europa (siglo XVI)
Los renacentistas europeos estaban bastante admirados de Japón, cuando llegaron al país en el siglo XVI. Japón era considerado como un país inmensamente rico en metales preciosos, debido principalmente a lo que Marco Polo contaba de los templos y palacios dorados, pero también debido a la abundancia relativa de los minerales superficiales característicos de un país volcánico. Japón iba a convertirse en un importante exportador de cobre y plata durante el período.

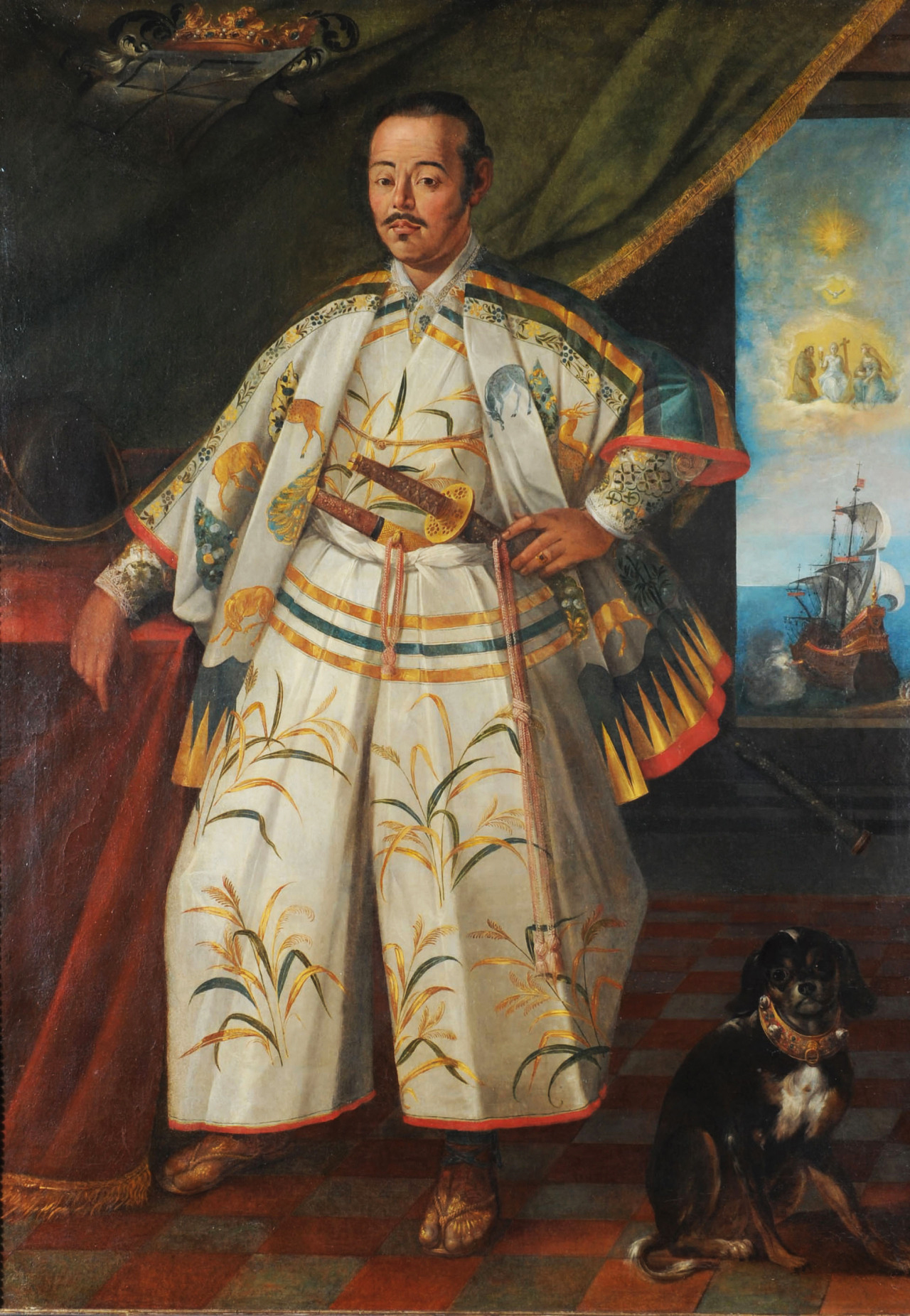
El Samurai Hasekura Tsunenaga en Roma en 1615, Coll. Borghese, Roma.

Japón también se percibía como una sofisticada sociedad feudal con una alta cultura y tecnología preindustrial avanzada. Fue densamente poblada y urbanizada. Observadores europeos prominentes de la época parecían estar de acuerdo en que los japoneses sobresalían no solo entre los demás pueblos orientales, sino que superaban a los europeos también.
Los primeros visitantes europeos fueron sorprendidos por la calidad de la artesanía y orfebrería japonesa. Esto se deriva del hecho de que el propio Japón es bastante pobre en recursos naturales que se encuentran comúnmente en Europa, especialmente hierro. Por lo tanto, los japoneses eran famosamente frugales con sus recursos consumibles; lo poco que tenían era para utilizar con la habilidad de expertos.

### El comercio con Europa
La carga de los primeros barcos portugueses (generalmente cerca de cuatro buques pequeños cada año) que llegó a Japón consistía casi en su totalidad de los productos chinos (seda, porcelana). Los japoneses estaban muy ansiosos de adquirir tales bienes, pues les había sido prohibido cualquier contacto por el emperador de China, como castigo por los Wakōs (incursiones piratas). Los portugueses (que fueron llamados Nanban, lit. Bárbaros del Sur), por tanto, encontraron la oportunidad de actuar como intermediarios en el comercio asiático.
Desde el momento de la adquisición de Macao en 1557, y su reconocimiento formal como socios comerciales, por los chinos, la corona portuguesa comenzó a regular el comercio de Japón, vendiendo al mejor postor el "Capitaincy" anual a Japón, en efecto, que confiere exclusiva los derechos de negociación de un solo galeón rumbo a Japón cada año. Las carracas eran buques muy grandes, por lo general entre 1.000 y 1.500 toneladas, casi el doble o el triple del tamaño de un gran galeón o chatarra.
Que el comercio continuó con algunas interrupciones, hasta 1638, cuando fue prohibido debido a que los barcos fueron contrabandeando sacerdotes en Japón.
El comercio portugués fue progresivamente cada vez más cuestionada por los contrabandistas chinos en los juncos, japoneses Naves Red Seal de alrededor de 1592 (cerca de diez barcos cada año), los barcos españoles de Manila desde alrededor de 1600 (alrededor de un buque de un año), los holandeses de 1609, y los ingleses desde 1613 (alrededor de un buque por año).
Los neerlandeses, que, en lugar de "Nanban" fueron llamados "KOMO" (Jp:.红毛, iluminado "Red Hair") por los japoneses, llegó por primera vez en Japón en 1600, a bordo del Liefde. Su piloto fue William Adams, el primer inglés en llegar a Japón. En 1605, dos de los tripulantes del Liefde 's fueron enviados a Pattani por Tokugawa Ieyasu, invitar comercio holandés a Japón. El jefe de la Pattani puesto comercial holandés, Victor Sprinckel, se negó alegando que estaba demasiado ocupado con la oposición portuguesa en el sudeste de Asia. En 1609 sin embargo, el holandés Jacques Specx llegó con dos barcos en Hirado, y por medio de Adams obtuvo privilegios comerciales de Ieyasu.
Los holandeses también dedican a la piratería y el combate naval de debilitar el envío portuguesa y española en el Pacífico, y en última instancia se convirtió en los únicos occidentales que se le permita el acceso a Japón desde el pequeño enclave de Dejima después de 1638 y durante los siguientes dos siglos.

## Periodo Edo

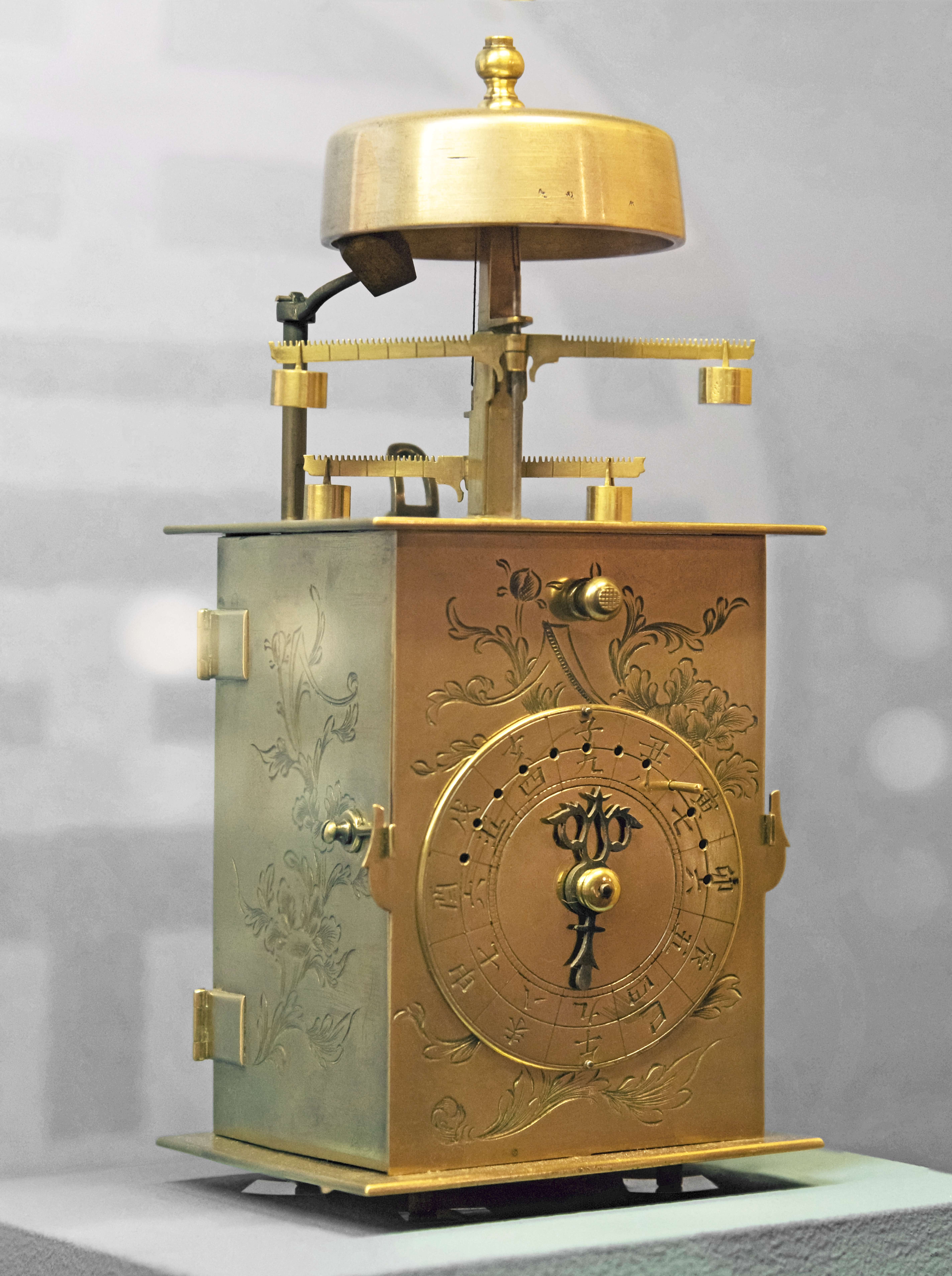
Reloj japonés del siglo XVIII, o Wadokei. Entonces el tiempo cambió en la temporada porque desde el amanecer hasta la puesta del sol hace 12 horas y desde la puesta del sol hasta el amanecer hecho 12 horas.

El inicio del periodo Edo coincide con las últimas décadas del período de comercio Nanban, durante el cual una intensa interacción con las potencias europeas, en el plano económico y religioso, se llevó a cabo. Es a principios del periodo Edo que Japón construyó sus primeros buques de guerra al estilo occidental oceánicos, como el San Juan Bautista, una de 500 toneladas galeón tipo de buque que transporta una embajada japonesa encabezada por Hasekura Tsunenaga para las Américas, que luego continuó a Europa. También durante ese período, el bakufu encargó alrededor de 350 buques Red Seal, naves comerciales de tres palos y armados, para el comercio intra-asiático. Aventureros japoneses, como Yamada Nagamasa, fueron activos en toda Asia.
Con el fin de erradicar la influencia de la cristianización, Japón entró en un período de aislamiento denominado sakoku, durante el cual su economía disfrutó de estabilidad y progreso leve.
El desarrollo económico en el período Edo incluido la urbanización, el aumento del envío de los productos básicos, una importante expansión de productos nacionales y, en un principio, el comercio exterior, y una difusión de las industrias comerciales y artesanales. Los oficios de la construcción floreció, junto con los servicios bancarios y las asociaciones de comerciantes. Cada vez más, han de las autoridades supervisaron el aumento de la producción agrícola y la difusión de la artesanía rural.
En el siglo de mid-18th, Edo tenía una población de más de 1 millón y Osaka y Kyoto cada uno tenía más de 400.000 habitantes. Muchas otras ciudades-castillo crecieron también. Osaka y Kyoto se convirtió ocupado los centros de producción de artesanía de comercio y, mientras Edo fue el centro para el suministro de alimentos y bienes de consumo urbanos esenciales.
Rice era la base de la economía, como el daimyo recogió los impuestos a los campesinos en forma de arroz. Los impuestos eran altos, alrededor del 40% de la cosecha. El arroz se vende al fudasashi mercado en Edo. Para recaudar dinero, el daimyo utiliza contratos a plazo para vender el arroz que no fue siquiera ha cosechado. Estos contratos fueron similares a lo moderno comercio de futuros.
Durante el período, el Japón estudió progresivamente ciencias y técnicas (llamados occidentales rangaku, literalmente "estudios holandeses") a través de la información y libros recibidos a través de los comerciantes holandeses en Dejima. Las principales áreas que se estudiaron incluyeron la geografía, la medicina, las ciencias naturales, astronomía, arte, idiomas, ciencias físicas, tales como el estudio de los fenómenos eléctricos y ciencias mecánicas como lo demuestra el desarrollo de clockwatches japoneses o wadokei, inspirados en técnicas occidentales.

## Era Meiji
Después de 1854, cuando el Shogunato Tokugawa abrió el país al comercio e influencia occidental (Bakumatsu), Japón pasó por dos períodos de desarrollo económico. Cuando el shogunato Tokugawa fue derrocado y el gobierno de Meiji fue fundado, la occidentalización japonesa comenzó completamente. El primer término es durante Japón de la Pre-guerra, el segundo término es Japón de la Post-guerra.,
La revolución industrial apareció por primera vez en los textiles, incluyendo el algodón y especialmente la seda, que se basaba en talleres caseros en las zonas rurales. En la década de 1890, los textiles japoneses dominaron los mercados nacionales y compitieron con éxito con los productos británicos en China y la India, también. Los cargadores japoneses estaban compitiendo con los comerciantes europeos para llevar estos bienes a través de Asia e incluso a Europa. Al igual que en Occidente, las fábricas de textiles emplean principalmente a mujeres, la mitad de ellas menores de veinte años. Fueron enviados allí por sus padres, y entregaron su sueldo a sus padres. Japón saltó en gran medida la energía hidráulica y se trasladó directamente a los molinos de vapor, que eran más productivos, y que creó una demanda de carbón.
Uno de los mayores impactos en la economía que el período Meiji trajo fue el fin del sistema feudal. Con una estructura social relativamente floja, el pueblo japonés fue capaz de avanzar por las filas de la sociedad con más facilidad que antes. Ellos fueron capaces de hacer esto inventando y vendiendo sus propias mercancías. Más importante fue el hecho de que el pueblo japonés ahora tenía la capacidad de ser más educados. Con una población más educada, el sector industrial de Japón creció significativamente. Implementar el ideal occidental del capitalismo en el desarrollo de la tecnología y aplicarlo a sus fuerzas armadas ayudó a convertir a Japón en una potencia militar y económica para principios del siglo XX.
En la Era Meiji, los líderes inauguraron un nuevo sistema de educación basado en Occidente para todos los jóvenes, enviaron a miles de estudiantes a Estados Unidos y Europa, y contrataron a más de 3.000 occidentales para enseñar ciencia moderna, matemáticas, tecnología y lenguas extranjeras en Japón (O-yatoi gaikokujin). El gobierno también construyó ferrocarriles, mejoró las carreteras e inauguró un programa de reforma agraria para preparar al país para su ulterior desarrollo.

## Siglo XX
A mediados de la década de 1930, los salarios nominales japoneses representaban una décima parte de los de Estados Unidos (a partir de los tipos de cambio de mediados de los años 30), mientras que el nivel de precios se calcula en 44% de los Estados Unidos.
Comparación del PIB per cápita (dólares estadounidenses) entre las naciones de Asia oriental y los Estados Unidos en 1935:
| País                        | PIB per cápita en dólares de 1935 (Liu-Ta-Chung) | PIB PPA per cápita en dólares de 1990 (Fukao) | PIB PPA per cápita en dólares de 1990 (Maddison) |
| --------------------------- | ------------------------------------------------ | --------------------------------------------- | ------------------------------------------------ |
| Estados Unidos              | 540                                              | 5590                                          | 5590                                             |
| Japón (exc. Corea y Taiwán) | 64                                               | 1745                                          | 2154                                             |
| Taiwán                      | 42                                               | 1266                                          | 1212                                             |
| Corea                       | 24                                               | 662                                           | 1225                                             |
| China                       | 18                                               | 543                                           | 562                                              |

### Militarismo
Antes de la Segunda Guerra Mundial, Japón construyó un extenso imperio que incluía Taiwán, Corea, Manchuria y partes del norte de China. Los japoneses consideraban esta esfera de influencia como una necesidad política y económica, impidiendo que los estados extranjeros estrangularan a Japón bloqueando su acceso a las materias primas ya las vías marítimas cruciales, ya que Japón poseía muy pocos recursos naturales y mineros propios, cantidades de carbón procedentes de Corea, Manchukuo y algunas regiones de la China ocupada. La gran fuerza militar de Japón era considerada esencial para la defensa del imperio.

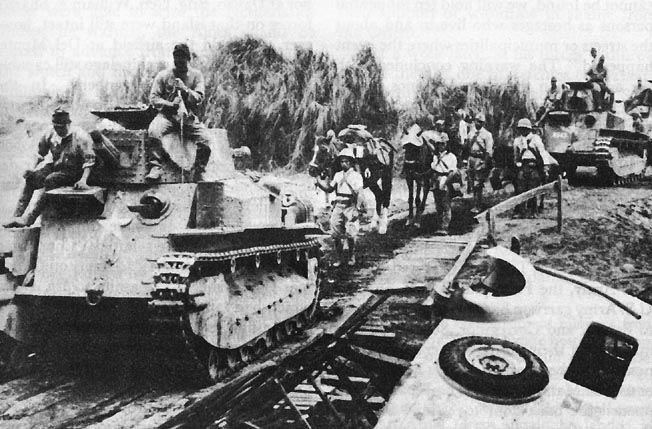
Tipo 89 Chi-Ro avanzando hacia Manila, Filipinas, enero de 1942

El rápido crecimiento y el cambio estructural caracterizaron los dos períodos de desarrollo económico de Japón desde 1868. En el primer período, la economía creció sólo moderadamente al principio y dependió en gran medida de la agricultura tradicional para financiar la infraestructura industrial moderna. Cuando la Guerra Russo-Japonesa comenzó en 1904, el 65% del empleo y el 38% del producto interno bruto (PIB) seguían basados en la agricultura, pero la industria moderna había comenzado a expandirse sustancialmente. Durante la Primera Guerra Mundial, Japón utilizó la ausencia de los competidores europeos desgarrados por la guerra en el mercado mundial para hacer avanzar su economía, generando un superávit comercial por primera vez desde el aislamiento en el período Edo. A finales de la década de 1920, la manufactura y la minería aportaron el 23% del PIB, en comparación con el 21% de toda la agricultura. El transporte y las comunicaciones se habían desarrollado para sostener el desarrollo industrial pesado.
En la década de 1930, la economía japonesa sufrió menos de la Gran Depresión que la mayoría de las naciones industrializadas, su PIB se expandió a un ritmo rápido del 5% anual. La industria y la minería representaron más del 30% del PIB, más del doble del valor del sector agrícola. La mayor parte del crecimiento industrial, sin embargo, estaba orientado a expandir el poder militar de la nación.
A partir de 1937 con importantes incautaciones de tierras en China, y en mayor medida después de 1941, cuando las anexiones e invasiones en el sudeste asiático y el Pacífico crearon la Esfera de Co-Prosperidad del Gran Asia Oriental, el gobierno japonés trató de adquirir y desarrollar recursos naturales críticos. garantizar la independencia económica. Entre los recursos naturales que Japón capturó y desarrolló fueron: el carbón en China, la caña de azúcar en Filipinas, el petróleo de las Indias Orientales Neerlandesas y Birmania y el estaño y la bauxita de las Indias Orientales Neerlandesas y Malasia. Japón también compró la producción de arroz de Tailandia, Birmania y Cochinchina.
Durante las primeras etapas de la expansión de Japón, la economía japonesa se expandió considerablemente. La producción de acero aumentó de 6.442.000 toneladas a 8.838.000 toneladas durante el mismo período. En 1941 las industrias aeronáuticas japonesas tenían la capacidad de fabricar 10.000 aviones al año. Gran parte de esta expansión económica benefició a los zaibatsu, grandes conglomerados industriales.
A lo largo de la Guerra del Pacífico, las economías de Japón y sus territorios ocupados sufrieron severamente. La inflación era desenfrenada; La industria pesada japonesa, obligada a dedicar casi toda su producción a satisfacer las necesidades militares, no pudo satisfacer las necesidades comerciales de Japón (que anteriormente dependía del comercio con los países occidentales para sus productos manufacturados). Las industrias locales no podían producir a niveles suficientemente altos para evitar graves deficiencias. Además, el comercio marítimo, sobre el cual el Imperio dependía en gran medida, se vio agudamente reducido por los daños a la flota mercante japonesa durante el curso de la guerra.
Al final de la guerra, lo que quedaba del imperio japonés estaba destrozado por la escasez, la inflación y la devaluación de la moneda. El transporte era casi imposible y la producción industrial de las ciudades destrozadas de Japón se detuvo. La destrucción causada por la guerra llevó finalmente a la economía japonesa a un punto muerto virtual.

### Periodo de posguerra
La guerra aniquiló muchas de las ganancias que Japón había hecho desde 1868. Alrededor del 40% de las plantas industriales y la infraestructura de la nación fueron destruidas, y la producción volvió a los niveles de unos quince años antes. La gente se sorprendió por la devastación y se puso en acción. Las nuevas fábricas estaban equipadas con las mejores máquinas modernas, dándole a Japón una ventaja competitiva inicial sobre los estados vencedores, que ahora tenían fábricas más antiguas. A medida que comenzó el segundo período económico de Japón, millones de exsoldados se unieron a una fuerza de trabajo bien disciplinada y altamente educada para reconstruir Japón. Las colonias de Japón se perdieron como resultado de la Segunda Guerra Mundial, pero desde entonces los japoneses habían extendido su influencia económica a través de Asia y más allá.

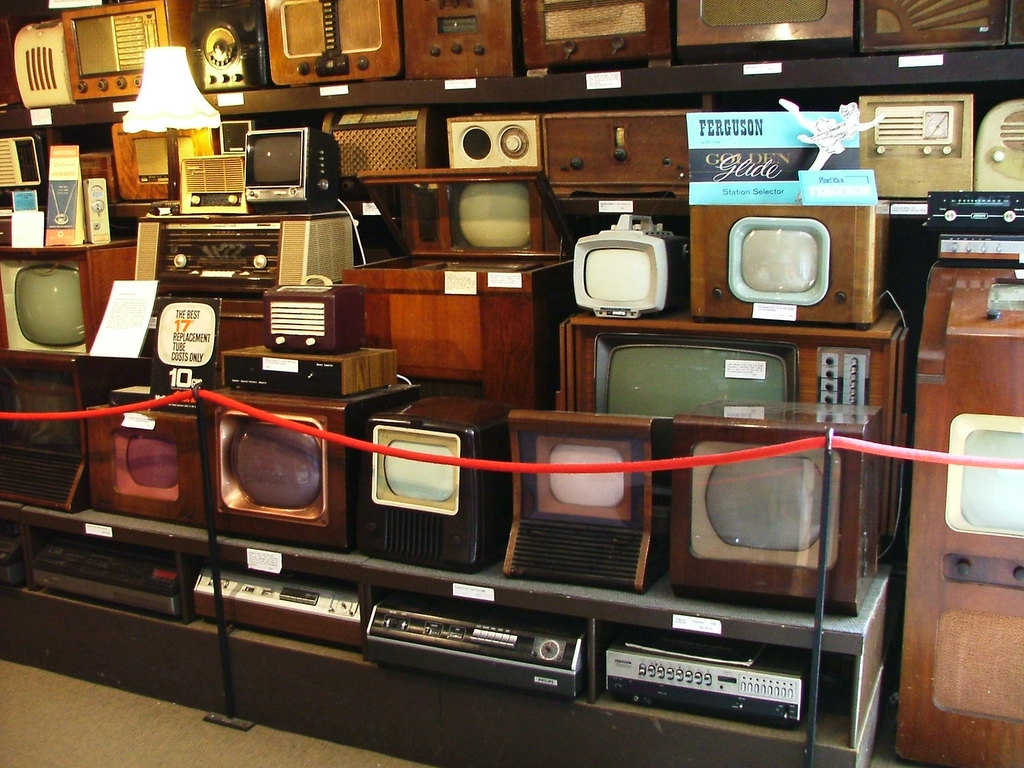
Televisores de fabricación japonesa durante el auge económico

#### Ocupación
La ocupación de los Estados Unidos de Japón (1945-52) dio lugar a la reconstrucción de la nación y a la creación de una nación democrática. La asistencia de los Estados Unidos ascendió a alrededor de US $ 1.900 millones durante la ocupación, o alrededor del 15% de las importaciones de la nación y el 4% del PNB en ese período. Alrededor del 59% de esta ayuda estaba en forma de alimentos, 15% en materiales industriales y 12% en equipos de transporte. Sin embargo, la ayuda otorgada por los Estados Unidos disminuyó rápidamente a mediados de los años cincuenta. Las adquisiciones militares de los Estados Unidos procedentes de Japón alcanzaron un nivel equivalente al 7% del PNB de Japón en 1953 y cayeron por debajo del 1% después de 1960. Diversas medidas patrocinadas por los Estados Unidos durante la ocupación, como la reforma agraria, contribuyeron al posterior desempeño de la economía. aumento de la competencia. En particular, la purga de líderes industriales de la posguerra permitió que nuevos talentos aumentaran en la gestión de las industrias reconstruidas de la nación. Finalmente, la economía se benefició del comercio exterior porque pudo expandir las exportaciones lo suficientemente rápido como para pagar las importaciones de equipo y tecnología sin endeudarse, como lo hicieron varios países en desarrollo en los años ochenta.

#### Reconstrucción
Los primeros años de la posguerra se dedicaron a reconstruir la capacidad industrial perdida: se hicieron importantes inversiones en energía eléctrica, carbón, acero y productos químicos. A mediados de los años cincuenta, la producción coincidía con los niveles previos a la guerra. Liberado de las demandas del gobierno dominado por los militares, la economía no sólo recuperó su ímpetu perdido, sino que también superó las tasas de crecimiento de períodos anteriores. Entre 1953 y 1965, el PIB aumentó más del 9% al año, la manufactura y la minería en un 13%, la construcción un 11% y la infraestructura un 12%. En 1965 estos sectores empleaban más del 41% de la mano de obra, mientras que sólo el 26% permanecía en la agricultura.
El muy aclamado sistema educativo de posguerra de Japón contribuyó fuertemente al proceso de modernización. La tasa de alfabetización más alta del mundo y los altos niveles de educación fueron las principales razones del éxito de Japón en lograr una economía tecnológicamente avanzada. Las escuelas japonesas también fomentaron la disciplina, otro beneficio en la formación de una fuerza de trabajo efectiva.
A mediados de los años sesenta se introdujo un nuevo tipo de desarrollo industrial a medida que la economía se abría a la competencia internacional en algunas industrias y desarrollaba manufacturas pesadas y químicas. Mientras que los textiles y las manufacturas ligeras mantuvieron su rentabilidad internacionalmente, otros productos, tales como automóviles, electrónica, barcos y máquinas herramientas asumieron una nueva importancia. El valor agregado a la industria manufacturera y la minería creció a un ritmo del 17% anual entre 1965 y 1970. Las tasas de crecimiento se moderaron a alrededor del 8% y se repartieron entre los sectores industrial y de servicios entre 1970 y 1973, tecnología de la información y otras industrias de servicios racionalizaron sus operaciones.

### Crisis del petróleo
Japón enfrentó un desafío económico severo a mediados de los años setenta. La crisis petrolera de 1973 sacudió una economía que se había convertido en dependiente del petróleo importado. Japón experimentó su primera declinación de la producción industrial después de la guerra, junto con una severa inflación de precios. La recuperación que siguió a la primera crisis del petróleo reavivó el optimismo de la mayoría de los líderes empresariales, pero el mantenimiento del crecimiento industrial frente a los altos costos de energía requería cambios en la estructura industrial.
Las cambiantes condiciones de precios favorecieron la conservación y fuentes alternativas de energía industrial. Aunque los costos de inversión fueron altos, muchas industrias de uso intensivo de energía redujeron con éxito su dependencia del petróleo durante los últimos años del decenio de 1970 y 1980 y mejoraron su productividad. Los avances en microcircuitos y semiconductores a finales de los años setenta y ochenta condujeron a nuevas industrias de crecimiento en electrónica de consumo y computadoras ya una mayor productividad en industrias preestablecidas. El resultado neto de estos ajustes fue aumentar la eficiencia energética de la manufactura y ampliar las industrias de conocimiento intensivo. Las industrias de servicios se expandieron en una economía cada vez más postindustrial.
Sin embargo, los cambios estructurales de la economía no pudieron comprobar la desaceleración del crecimiento económico a medida que la economía crecía a finales de los años setenta y ochenta, alcanzando tasas de crecimiento anuales de solo un 4-6%. Pero estas tasas eran notables en un mundo de petróleo costoso y en una nación de pocos recursos naturales. Por ejemplo, la tasa de crecimiento promedio del Japón del 5% a finales de los años ochenta fue muy superior a la tasa de crecimiento de 3,8% de los Estados Unidos. A pesar del aumento de los precios del petróleo en 1979, la fortaleza de la economía japonesa fue evidente. Se expandió sin la inflación de dos dígitos que afectó a otras naciones industriales (y eso había molestado a Japón mismo después de la primera crisis del petróleo en 1973). Japón experimentó un crecimiento más lento a mediados de los años ochenta, pero su auge económico sostenido por la demanda a finales de los años ochenta restableció muchas industrias con problemas.

### Los años 80
A lo largo de la década de 1970, Japón tenía el tercer producto nacional bruto (PIB) más alto del mundo, justo detrás de los Estados Unidos y la Unión Soviética, y ocupó el primer lugar entre las principales naciones industriales en 1990 en PNB per cápita en US $ 23.801.Después de una leve crisis económica a mediados de los años ochenta, la economía de Japón comenzó un período de expansión en 1986 que continuó hasta que entró nuevamente en un período de recesión en 1992. El crecimiento económico de un promedio del 5% entre 1987 y 1989 revivió industrias como el acero y la construcción, que había estado relativamente latente a mediados de los años ochenta y trajo salarios y empleo sin precedentes. En 1992, sin embargo, el crecimiento real del PNB de Japón se desaceleró hasta el 1,7%. Incluso industrias como automóviles y electrónica que habían experimentado un crecimiento fenomenal en la década de 1980 entró en un período de recesión en 1992. El mercado nacional de automóviles japoneses se contrajo al mismo tiempo que la participación de Japón en el mercado de los Estados Unidos disminuyó. La demanda extranjera y doméstica de electrónica japonesa también disminuyó, y Japón parecía estar en camino de perder su liderazgo en el mercado mundial de semiconductores para Estados Unidos, Corea y Taiwán.

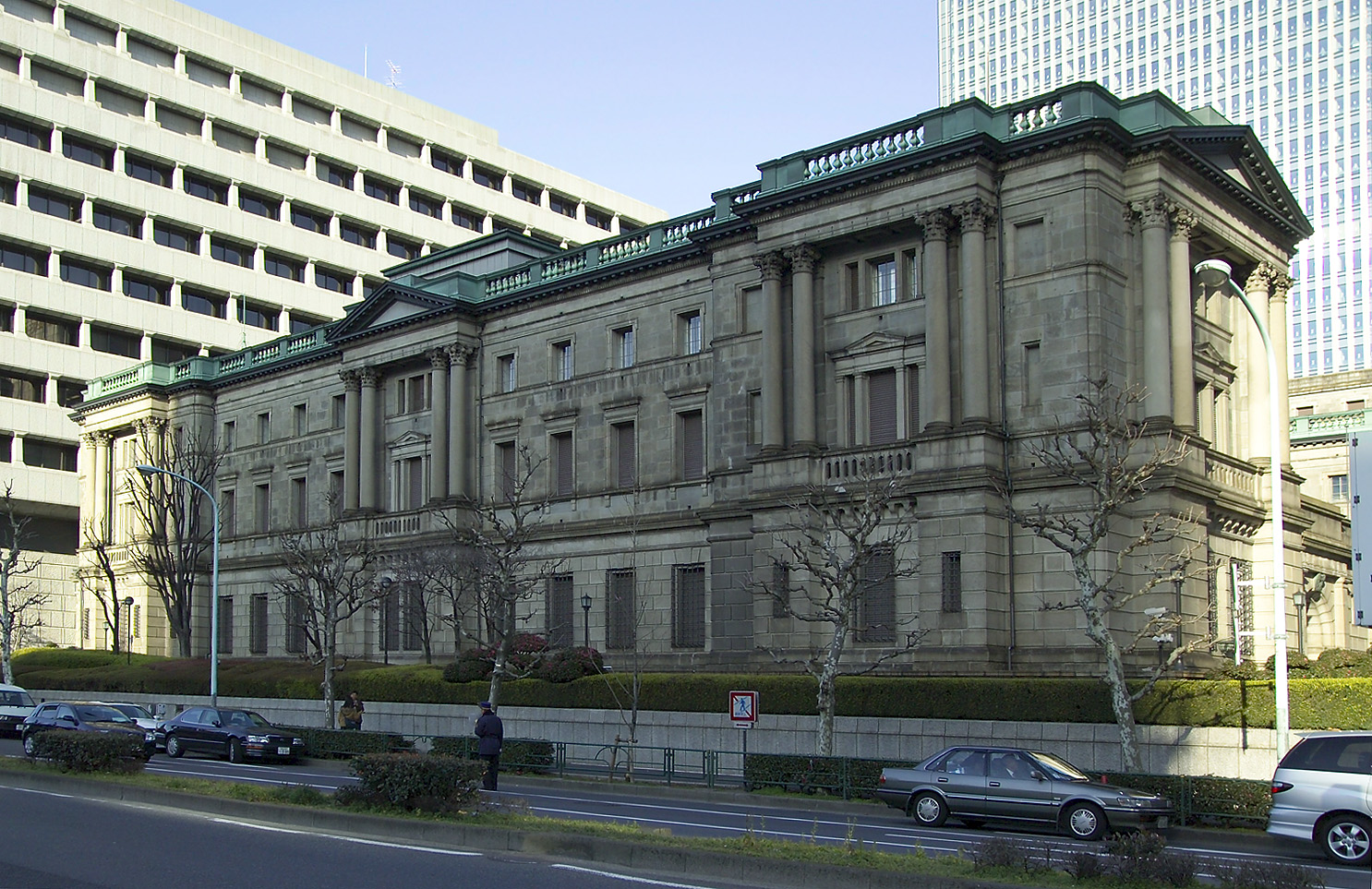
Banco central de Japón en Chuo, Tokio

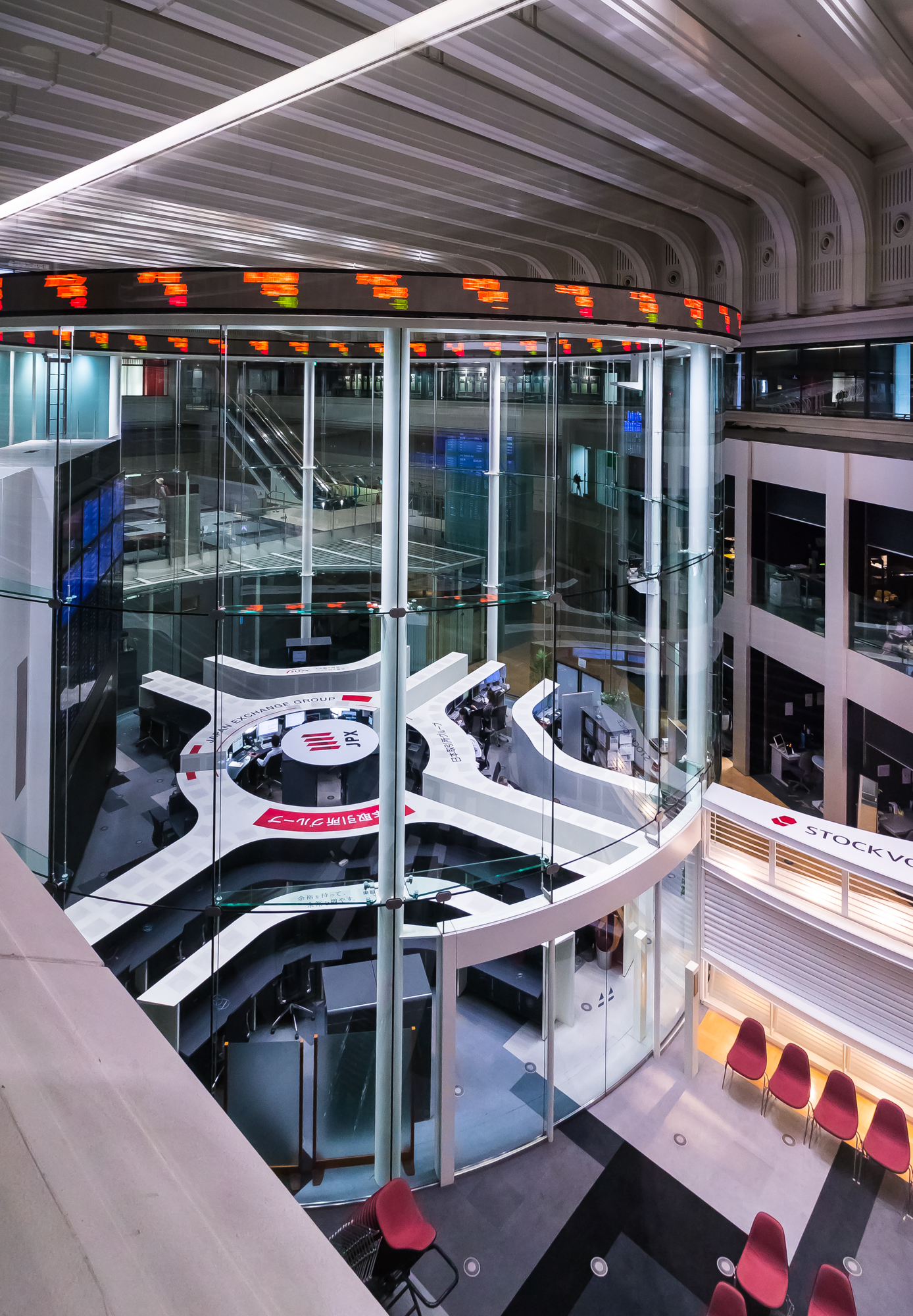
La Bolsa de Tokio, una de las mayores bolsas de valores de Asia

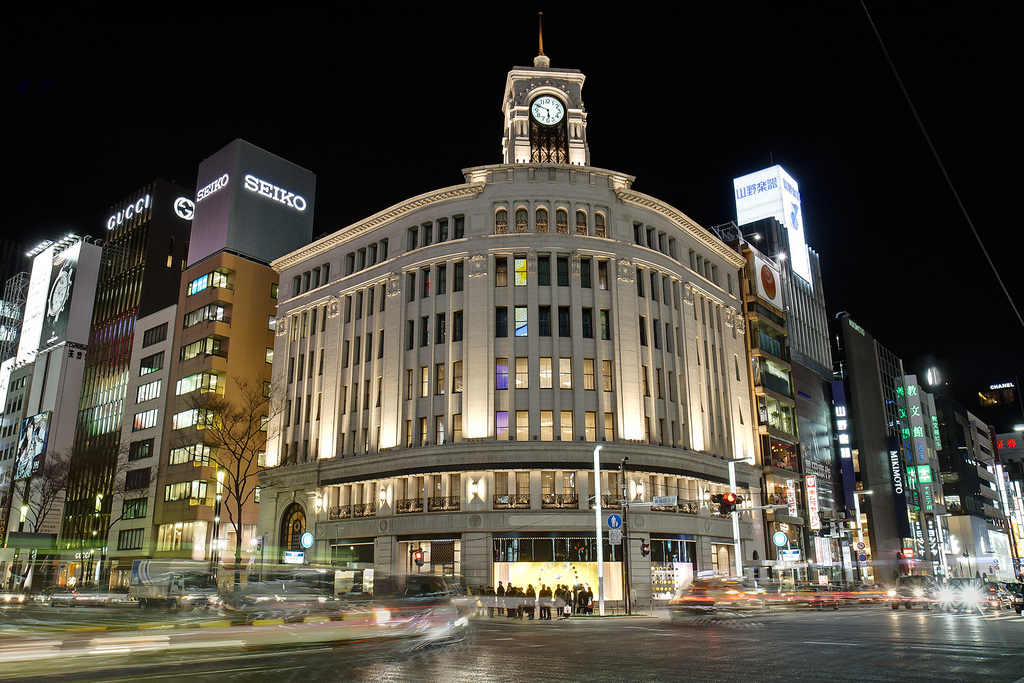
Ginza, una zona comercial de lujo en Tokio

A diferencia de los auges económicos de los años sesenta y setenta, cuando el aumento de las exportaciones desempeñó un papel clave en la expansión económica, la demanda interna impulsó a la economía japonesa a finales de los años ochenta. Este desarrollo implicó una reestructuración económica fundamental, pasando de la dependencia de las exportaciones a la dependencia de la demanda interna. El auge que se inició en 1986 fue generado por las decisiones de las empresas para aumentar el gasto de las plantas y equipos privados y de los consumidores a ir en una juerga de compra. Las importaciones de Japón crecieron a un ritmo más rápido que las exportaciones. La investigación tecnológica japonesa de posguerra se llevó a cabo en aras del crecimiento económico y no del desarrollo militar. El crecimiento de las industrias de alta tecnología en los años ochenta se debió al aumento de la demanda interna de productos de alta tecnología, como la electrónica, y de mayores niveles de vida, vivienda y medio ambiente; mejor atención médica y más bienestar; ampliación de las instalaciones de ocio; y las maneras mejoradas de acomodar una sociedad que envejece rápidamente. [dieciséis]
Durante la década de 1980, la economía japonesa cambió su énfasis de las actividades primarias y secundarias (especialmente la agricultura, la manufactura y la minería) a la transformación, con las telecomunicaciones y las computadoras cada vez más vitales. La información se convirtió en un importante recurso y producto, central para la riqueza y el poder. El surgimiento de una economía basada en la información estuvo liderado por importantes investigaciones en tecnología altamente sofisticada, como computadoras avanzadas. La venta y el uso de la información se volvieron muy beneficiosos para la economía. Tokio se convirtió en un importante centro financiero, sede de algunos de los principales bancos del mundo, compañías financieras, compañías de seguros y la bolsa de valores más grande del mundo, la Tokyo Securities and Stock Exchange. Incluso aquí, sin embargo, la recesión cobró su peaje. En 1992, el promedio de acciones de Nikkei 225 comenzó el año con 23.000 puntos, pero cayó a 14.000 puntos a mediados de agosto antes de estabilizarse en 17.000 a finales de año.

### Final de la Guerra Fría

#### 1989 burbuja económica
En las décadas posteriores a la Segunda Guerra Mundial, Japón aplicó estrictas tarifas y políticas para alentar a la gente a ahorrar sus ingresos. Con más dinero en los bancos, los préstamos y el crédito se hicieron más fáciles de obtener, y con Japón corriendo grandes superávits comerciales, el yen se apreció frente a las monedas extranjeras. Esto permitió a las empresas locales invertir en recursos de capital más fácilmente que sus competidores en el extranjero, lo que redujo el precio de los bienes fabricados en Japón y amplió aún más el superávit comercial. Y, con el yen apreciando, los activos financieros se volvieron lucrativos.

Gráfico de escala logarítmica del Nikkei 225 de 1970 a 2020

Con tanto dinero disponible para la inversión, la especulación era inevitable, particularmente en la bolsa de Tokio y el mercado inmobiliario. El índice de acciones Nikkei alcanzó su máximo histórico el 29 de diciembre de 1989, cuando alcanzó un máximo de 38.957,44 días antes de cerrarse a 38.915,87. Las tasas de vivienda, acciones y bonos aumentaron tanto que en un momento dado el gobierno emitió bonos a 100 años. Además, los bancos concedieron préstamos cada vez más arriesgados.
En la altura de la burbuja, los valores inmobiliarios fueron muy sobrevalorados. Los precios fueron más altos en el distrito Ginza de Tokio en 1989, con propiedades de elección que alcanzaron más de US $ 1,5 millones por metro cuadrado ($ 139,000 por pie cuadrado). Los precios eran sólo un poco menos en otras áreas de Tokio. En 2004, la propiedad "A" en los distritos financieros de Tokio se había desplomado y los hogares residenciales de Tokio eran una fracción de su pico, pero aun así lograron ser listados como los bienes raíces más caros del mundo. Los trillones fueron aniquilados con el colapso combinado de las acciones de Tokio y los mercados inmobiliarios.
Con la economía de Japón impulsada por sus altas tasas de reinversión, este choque golpeó particularmente duro. Las inversiones fueron cada vez más dirigidas fuera del país, y las empresas manufactureras japonesas perdieron algún grado de su ventaja tecnológica. A medida que los productos japoneses se hicieron menos competitivos en el extranjero, algunas personas argumentan que la baja tasa de consumo comenzó a soportar la economía, causando una espiral deflacionaria.
El crédito fácil de obtener que había ayudado a crear y engorge la burbuja inmobiliaria sigue siendo un problema desde hace varios años por venir, y tan tarde como 1997, los bancos se siguen haciendo préstamos que tenían una garantía bajo de ser reembolsado. Los oficiales de crédito y personal de inversión tenían dificultades para encontrar cualquier cosa para invertir en que devolvería un beneficio. Mientras tanto, la tasa de interés muy baja ofrecida por los depósitos, tal como 0,1%, significa que los ahorradores japoneses ordinarios eran tan inclinados a poner su dinero debajo de la cama, ya que eran para ponerlo en cuentas de ahorro. Corregir el problema de crédito se hizo aún más difícil, ya que el gobierno comenzó a subvencionar a los bancos en quiebra y las empresas, la creación de muchos de los llamados "negocios zombi". Finalmente, un carry trade desarrollado en el que el dinero fue tomado de Japón, invertido para las devoluciones en otro lugar y luego los japoneses fueron pagados de vuelta, con un buen beneficio para el comerciante.
El tiempo después del colapso de la burbuja (崩壊 hōkai), que se produjo poco a poco en lugar de catastróficamente, es conocida como la "década o al final del siglo 20 perdida" (失われた10年 Ushinawareta Junen) en Japón. El Nikkei 225 índice de acciones finalmente tocado fondo en 7.603,76 en abril de 2003, se movió hacia arriba a un nuevo máximo de 18.138 en junio de 2007, antes de la reanudación de una tendencia a la baja. El movimiento hacia abajo en el Nikkei se debe probablemente al mundial, así como los problemas económicos nacionales.

#### La deflación desde la década de 1990 hasta el presente
La deflación en Japón comenzó a principios de la década de 1990. El 19 de marzo de 2001, el Banco de Japón y el gobierno japonés trataron de eliminar la deflación en la economía mediante la reducción de las tasas de interés (parte de su política de ' flexibilización cuantitativa '). A pesar de tener tasas de interés cercanas a cero durante un largo período, esta estrategia no tuvo éxito. Una vez que las tasas de interés cercanas a cero no pudieron detener la deflación, algunos economistas, como Paul Krugman, y algunos políticos japoneses hablaron de causar deliberadamente (o al menos crear el temor a) la inflación. En julio de 2006, la política de tasa cero finalizó. En 2008, el Banco Central japonés todavía tenía las tasas de interés más bajas en el mundo desarrollado y la deflación continuó.
Se puede decir que las razones sistémicas de la deflación en Japón incluyen:
- Precios de activos caídos. Hubo una gran burbuja de precios tanto en acciones como en bienes raíces en Japón en la década de 1980 (alcanzando su punto máximo a fines de 1989).
- Compañías insolventes: bancos prestados a compañías e individuos que invirtieron en bienes raíces. Cuando los valores inmobiliarios cayeron, muchos préstamos no fueron pagados. Los bancos podrían tratar de cobrar el colateral (tierra), pero debido a la reducción de los valores inmobiliarios, esto no pagaría el préstamo. Los bancos han retrasado la decisión de cobrar la garantía, esperando que los precios de los activos mejoren. Estas demoras fueron permitidas por los reguladores bancarios nacionales. Algunos bancos otorgan aún más préstamos a estas compañías que se utilizan para pagar la deuda que ya tienen. Este proceso continuo se conoce como el mantenimiento de una "pérdida no realizada", y hasta que los activos sean completamente revaluados y / o liquidados (y la pérdida realizada), continuará siendo una fuerza deflacionaria en la economía.
- Bancos insolventes: Bancos con un gran porcentaje de sus préstamos que son "no rentables" (préstamos para los cuales no se realizan pagos), pero aún no los han cancelado. Estos bancos no pueden prestar más dinero hasta que aumenten sus reservas de efectivo para cubrir los préstamos incobrables. Por lo tanto, la cantidad de préstamos se reduce antes y hay menos fondos disponibles para el crecimiento económico.
- Miedo a los bancos insolventes: los japoneses temen que los bancos colapsen, por lo que prefieren comprar oro o bonos del Tesoro (estadounidenses o japoneses) en lugar de guardar su dinero en una cuenta bancaria. La gente también ahorra invirtiendo en bienes raíces.

The Economist ha sugerido que las mejoras a la ley de bancarrota, la ley de transferencia de tierras y la ley tributaria ayudarán a la economía de Japón. En octubre de 2009, el gobierno japonés anunció planes para aumentar los impuestos sobre el tabaco y el verde a la vez que reducía las tarifas para las pequeñas y medianas empresas, según NHK.
En 2011, Japón bajo Yoshihiko Noda decidió considerar unirse a la Asociación Económica Estratégica Trans-Pacífico.
La recesión económica mundial de finales de la década de 2000 dañó significativamente la economía de Japón. El país sufrió una pérdida del 0,7% del PIB real en 2008, seguido de una grave pérdida del 5,2% en 2009. En contraste, los datos del crecimiento del PIB real mundial fueron un aumento del 3,1% en 2008, seguidos por una pérdida del 0,7% en 2009.
La política económica en los últimos trimestres en Japón ha sido influenciada por el debate Abenomics, con el gobierno persiguiendo alzas agresivas en el gasto de infraestructura del gobierno y significativas devaluaciones del yen.